# Lista de imperatrizes da Alemanha
A Imperatriz alemã (em alemão: Deutsche Kaiserin) foi o título oficial da consorte do Imperador alemão, chefe de estado do Império Alemão, na qual era ocupado pelo rei da Prússia. O título de Imperador foi criado em 1871 para Guilherme I da Prússia, quando a Confederação da Alemanha do Norte, após a vitória da Prússia sobre a França na Guerra franco-prussiana, tornou-se um império, até 1918, quando acabou a Primeira Guerra Mundial (culminado a derrota da Alemanha) e eclodiu a Revolução Alemã, derrubando a monarquia, na qual as funções do Kaiser foram transmitidas para o Reichspräsident (em tradução literal "Presidente do Império") da República de Weimar. Ao todo foram três monarcas e imperatrizes.

## História
Desde 1806 os estados alemães estavam fragmentados, em decorrência do fim do Sacro Império Romano-Germânico. Após 1815, com o Congresso de Viena, esses estados foram chefiados pelo Império Austríaco, na Confederação Germânica, e a partir de 1866 pelo Reino da Prússia, na Confederação da Alemanha do Norte, sucessora da Confederação Germânica, mas com a expulsão da Áustria e da Baviera.
A supremacia era disputada entre a Prússia e Áustria desde a criação da Confederação Germânica, em 1815 pelo Congresso de Viena, entretanto, a partir de 1850, a Prússia era superior aos austríacos economicamente, mas a liderança política só veio em 1862, quando  o rei de Guilherme I da Prússia fez um reforma militar.
A unificação alemã foi concretizada por Otto von Bismarck, O chanceler de ferro, ministro presidente do Reino da Prússia, que para formar a unidade alemã, desprezou os recursos do liberalismo político, preferindo a política da força.

### Proclamação do Império Alemão
Guilherme I recebeu o título imperial em 18 de janeiro de 1871. O título foi cuidadosamente escolhido por Bismarck, mas também por preferir Imperador da Alemanha, que, no entanto,  era inaceitável para os monarcas federados e também teria sinalizado uma reivindicação de terras fora do seu reino (Áustria, Suíça, Luxemburgo, etc.). Sendo assim, sua esposa a rainha Augusta de Saxe-Weimar-Eisenach tornou-se a primeira imperatriz da Alemanha.

## Imperatrizes da Alemanha
|  | Nome                                  | Pai                                                                                | Nascimento             | Casamento               | Tornou-se Rainha                        | Deixou de ser Rainha                      | Morte                | Cônjuge       |
|  | ------------------------------------- | ---------------------------------------------------------------------------------- | ---------------------- | ----------------------- | --------------------------------------- | ----------------------------------------- | -------------------- | ------------- |
|  | Augusta de Saxe-Weimar-Eisenach       | Carlos Frederico de Saxe-Weimar-Eisenach (Saxe-Weimar-Eisenach)                    | 30 de setembro de 1811 | 11 de junho 1829        | 2 de janeiro de 1861 ascensão do marido | 9 de março de 1888 morte do marido        | 7 de janeiro de 1890 | Guilherme I   |
|  | Vitória do Reino Unido                | Alberto de Saxe-Coburgo-Gota (Saxe-Coburgo-Gota)                                   | 21 de novembro de 1840 | 25 de janeiro de 1858   | 9 de março de 1888 ascensão do marido   | 15 de junho de 1888 morte do marido       | 5 de agosto de 1901  | Frederico III |
|  | Augusta Vitória de Eslésvico-Holsácia | Frederico VIII de Eslésvico-Holsácia(Eslésvico-Holsácia-Sonderburgo-Augustemburgo) | 22 de outubro de 1858  | 27 de fevereiro de 1881 | 15 de junho de 1888 ascensão do marido  | 9 de novembro de 1918 abdicação do marido | 11 de abril de 1921  | Guilherme II  |